# Merathon
 (juin 2011).
Le merathon (ou Ocean Racing) est une discipline du canoë-kayak qui consiste en une course longue distance en mer.

## Principe
La distance varie entre 4 et 11 milles nautiques selon les catégories d'âge. Cela représente, en fonction de la météo, de l'état de la mer et du niveau du compétiteur, un temps variant de 30 minutes (pour les plus jeunes parcourant 7 km) à une heure 30 minutes, voire deux heures, pour les adultes.
Cette discipline, qui évolue dans le giron de la Fédération Française de Canoë-Kayak, a connu un fort développement ces dernières années. Le premier Championnat de France à Brest en 1999 accueillait environ 150 participants, la 10e édition (août 2008) comptait plus de 600 concurrents.
Les embarcations sont :
- Le K1 (kayak monoplace, dame ou hommes)[1]
- Le K2 (kayak biplace, dames, hommes, ou mixte)[2]
- La V1 (va'a (pirogue) monoplace, hommes) (à venir pour les dames ?)[3]
- La V6 (va'a (pirogue) à 6, dames, hommes, ou mixte)[4]

Les kayaks de merathon sont légers (poids minimum autorisé pour les K1 : 10 kg ; pour les K2 : 17 kg) et longs (5 à 6 mètres pour les K1). Le modèle le plus utilisé actuellement en France est le surf-ski, originaire d'Afrique du Sud, autrefois utilisé par les sauveteurs sur les plages de vagues.
Les autres bateaux principalement utilisés sont :
- Le 16, récent et performant, conçu par Benoît Le Roux (sur la photo : Sébastien Gobhardan, Molem-Gliss, Guadeloupe. Troisième cadet au championnat de France 2008).

- L'Alto, un vieux modèle, souvent considéré comme trop instable.

- Le Vital, plus large et plus stable, conçu pour permettre un passage plus aisé du kayak d'initiation au kayak de course [6]

Les merathons ne se déroulent pas dans le même milieu que les autres compétitions de canoë ou de kayak. En mer, si le parcours est facile à lire sur la carte, il l'est beaucoup moins sur l'eau !
Du fait de ce milieu particulier il fallait trouver un moyen sûr de transmettre les informations aux concurrents quand ils sont sur l'eau. Le moyen est le même que pour les régates à la voile, c’est-à-dire des signaux optiques par pavillons. Ces signaux sont détaillés dans les procédures de départ et de modifications de parcours.
- Les cadets et cadettes en K1, K2, V6 ont des parcours d'environ 14 km
- Les autres toutes catégories et toutes embarcations confondues : 21 km

La réglementation est disponible sur le site de la FFCK.

## Sensations
En plus de la gestion de l'effort sur une longue distance il faut donc gérer sa route en fonction des courants de marée, du vent et de l'état de la mer. Lorsqu'il y a de la houle on a très vite l'impression d'être seul sur l'eau et les marques de parcours deviennent très difficiles à repérer.
Pour gagner en merathon, en plus d'être très bon kayakiste, il faut être un bon marin.
Un parcours très facile un jour peut se révéler redoutable le lendemain sur le plan physique, mais aussi sur le plan de la tactique et de l'orientation.